# Roynac
Roynac település Franciaországban, Drôme megyében. Lakosainak száma 480 fő (2022. január 1.). Roynac La Répara-Auriples, Cléon-d’Andran, Marsanne, Puy-Saint-Martin és La Roche-sur-Grane községekkel határos.

## Népesség
A település népessége az elmúlt években az alábbi módon változott:
| Lakosok száma | 356  | 311  | 357  | 426  | 482  | 482  | 486  | 485  | 483  | 480  |
|               | 1968 | 1982 | 1990 | 2006 | 2013 | 2015 | 2017 | 2019 | 2020 | 2022 |